# Teepees de Saint Catharines
Les Teepees de Saint Catharines sont une franchise junior de hockey sur glace de l'Association de hockey de l'Ontario de 1947 à 1962 qui évoluait au Garden City Arena de Saint Catharines.

## Histoire
Les Teepees de Saint Catharines sont créés en 1947 quand George Stauffer, homme d'affaires local et président et directeur général de Thompson Products Ltd, rachète les Falcons de Saint Catharines de Rudy Pilous pour 2 500 dollar canadien et renomme l'équipe en fonction des initiales de sa compagnie.
Durant les quinze ans d'existence des Teepees, ils sont l'une des meilleures équipes de l'AHO remportant deux coupes Memorial, deux trophées George-T.-Richardson, deux coupes J.-Ross-Robertson, auxquelles s'ajoutent trois finales, deux trophées Hamilton Spectator et remportent la saison régulière à cinq reprises. L'équipe produit également trois meilleurs joueurs de l'Association et cinq meilleurs pointeurs.
En 1962, les Teepees, qui ne sont alors plus la propriété de Thompson Products Ltd, sont en difficulté financière. Les Black Hawks de Chicago viennent à leur secours et la franchise est renommé Black Hawks de Saint Catharines jusqu'à son déménagement en 1976 à Niagara Falls.

### Coupe Memorial 1954
Les Teepees, entraînés par Rudy Pilous, gagnent le droit de jouer la coupe après avoir battu les Marlboros de Toronto en finale de l'Association de hockey de l'Ontario et les Frontenacs de Québec pour le trophée George T. Richardson qui détermine le représentant de l'est du Canada.
La coupe est jouée au Maple Leaf Gardens contre les Oil Kings d'Edmonton vainqueurs de la Coupe Abbott. Ils s'imposent 4 victoires à 0 et un match nul dans une série au meilleur des sept parties.
| Match | Vainqueur                   | Résultat | Perdant                     | Lieu               |
| ----- | --------------------------- | -------- | --------------------------- | ------------------ |
| 1     | Teepees de Saint Catharines | 8-2      | Oil Kings d'Edmonton        | Maple Leaf Gardens |
| 2     | Teepees de Saint Catharines | 5-3      | Oil Kings d'Edmonton        | Maple Leaf Gardens |
| 3     | Teepees de Saint Catharines | 4-1      | Oil Kings d'Edmonton        | Maple Leaf Gardens |
| 4     | Oil Kings d'Edmonton        | 3-3      | Teepees de Saint-Catharines | Maple Leaf Gardens |
| 5     | Teepees de Saint Catharines | 6-2      | Oil Kings d'Edmonton        | Maple Leaf Gardens |

### Coupe Memorial 1960
Entraînés par Max Kaminsky et avec Roger Crozier dans les buts, les Teepees se qualifient pour la coupe Memorial après avoir remporté la coupe J.-Ross-Robertson contre les St. Michael's Majors de Toronto et le trophée George T. Richardson contre les Canadiens de Brockville.
Ils retrouvent de nouveau les Oil Kings d'Edmonton en finale de la Coupe Memorial. Le match d'ouverture est joué au Garden City Arena, maison des Teepees et le reste des rencontres au Maple Leaf Gardens de Toronto. Ils s'imposent 4 victoires à 2.
| Match | Vainqueur                   | Résultat | Perdant                     | Lieu                                 |
| ----- | --------------------------- | -------- | --------------------------- | ------------------------------------ |
| 1     | Oil Kings d'Edmonton        | 5-3      | Teepees de Saint Catharines | Garden City Arena (Saint Catharines) |
| 2     | Teepees de Saint Catharines | 6-2      | Oil Kings d'Edmonton        | Maple Leaf Gardens (Toronto)         |
| 3     | Teepees de Saint Catharines | 9-1      | Oil Kings d'Edmonton        | Maple Leaf Gardens (Toronto)         |
| 4     | Oil Kings d'Edmonton        | 9-7      | Teepees de Saint Catharines | Maple Leaf Gardens (Toronto)         |
| 5     | Teepees de Saint Catharines | 9-6      | Oil Kings d'Edmonton        | Maple Leaf Gardens (Toronto)         |
| 6     | Teepees de Saint Catharines | 7-3      | Oil Kings d'Edmonton        | Maple Leaf Gardens (Toronto)         |

## Prix et récompenses
- Équipe
  - Coupe Memorial : 1954, 1960
  - Trophée George-T.-Richardson : 1954, 1960
  - Coupe J.-Ross-Robertson : 1954, 1960
  - Trophée Hamilton Spectator : 1958, 1959
- Joueurs
  - Trophée Red-Tilson : 
    - 1954 Brian Cullen
    - 1955 Hank Ciesla
    - 1959 Stan Mikita

  - Trophée Eddie-Powers
    - 1954 : Brian Cullen
    - 1955 : Hank Ciesla
    - 1958 : John McKenzie
    - 1959 : Stan Mikita
    - 1960 : Chico Maki

## Joueurs
147 joueurs ont porté le maillot des Teepees de Saint Catharines. 4 d'entre eux ont été intronisés au Temple de la renommée du hockey.

### Membre du Temple de la renommée du hockey
- Phil Esposito (1961-1962)
- Bobby Hull (1955-1957)
- Stan Mikita (1956-1959)
- Pierre Pilote (1950-1952)

### Records individuels
- Plus grand nombre de matchs joués : Chico Maki, 202
- Meilleur buteur : Ray Cullen, 127
- Meilleur passeur : Stan Mikita, 137
- Meilleur pointeur : Ray Cullen, 262

## Bilan par saison
| Saison     | PJ  | V   | D   | N  | Pts | BP    | BC    | Pun | Classement                         | Séries éliminatoires                                   |
| ---------- | --- | --- | --- | -- | --- | ----- | ----- | --- | ---------------------------------- | ------------------------------------------------------ |
| 1947-1948  | 36  | 19  | 17  | 0  | 38  | 137   | 155   | ?   | Sixième                            | ?                                                      |
| 1948-1949  | 48  | 25  | 20  | 3  | 53  | 191   | 198   | ?   | Quatrième                          | ?                                                      |
| 1949-1950  | 48  | 27  | 17  | 4  | 58  | 269   | 211   | ?   | Troisième                          | ?                                                      |
| 1950-1951  | 54  | 23  | 24  | 7  | 53  | 200   | 192   | ?   | Sixième                            | ?                                                      |
| 1951-1952  | 54  | 30  | 23  | 1  | 61  | 249   | 229   | ?   | Cinquième                          | Biltmore Mad Hatters de Guelph (finale)                |
| 1952-1953  | 56  | 31  | 20  | 5  | 67  | 219   | 234   | ?   | Quatrième                          | ?                                                      |
| 1953-1954  | 59  | 42  | 15  | 2  | 86  | 308   | 211   | ?   | Premier                            | Marlboros de Toronto (finale)                          |
| 1954-1955  | 49  | 32  | 15  | 2  | 66  | 260   | 176   | ?   | Premier                            | Marlboros de Toronto (finale)                          |
| 1955-1956  | 48  | 28  | 17  | 3  | 59  | 219   | 197   | ?   | Premier                            | ?                                                      |
| 1956-1957  | 52  | 25  | 25  | 2  | 52  | 184   | 193   | ?   | Troisième                          | Biltmore Mad Hatters de Guelph (finale)                |
| 1957-1958  | 52  | 32  | 14  | 6  | 70  | 246   | 174   | ?   | Premier                            | ?                                                      |
| 1958-1959  | 54  | 40  | 11  | 3  | 83  | 257   | 175   | ?   | Premier                            | ?                                                      |
| 1959-1960  | 48  | 25  | 19  | 4  | 54  | 209   | 191   | ?   | Deuxième                           | St. Michael's Majors de Toronto (finale)               |
| 1960-1961  | 48  | 18  | 24  | 6  | 42  | 167   | 204   | ?   | Cinquième                          | 4-8 St. Michael's Majors de Toronto (quarts de finale) |
| 1961-1962  | 50  | 19  | 23  | 8  | 46  | 194   | 206   | ?   | 3e de la Division Provincial Jr. A | 3-9 Red Wings de Hamilton (demi-finales)               |
| Totaux AHO | 756 | 416 | 284 | 56 | 888 | 3 309 | 2 946 | ?   |                                    |                                                        |